# Einar Lindqvist
Einar Lindqvist – szwedzki żużlowiec.
Brązowy medalista indywidualnych mistrzostw Szwecji (Sztokholm 1949). Czterokrotny medalista drużynowych mistrzostw Szwecji: dwukrotnie złoty (1949, 1951), srebrny (1950) oraz brązowy (1948).
Reprezentant Szwecji na arenie międzynarodowej. Uczestnik eliminacji indywidualnych mistrzostw świata (Linköping 1952 – X miejsce w finale szwedzkim).
W lidze szwedzkiej reprezentant klubu Vargarna Norrköping (1948–1952).